# 英雄南路街道
英雄南路街道，是中华人民共和国山西省长治市潞州区下辖的一个乡镇级行政单位。

## 行政区划
截至2021年，英雄南路街道下辖6个社区及1个集体资产社区：
演武社区、解放东社区、解放西社区、下南社区、西南城社区、梅辉坡社区和华东集体资产社区。